# Liparochrus dolium
Liparochrus dolium là một loài bọ cánh cứng trong họ Hybosoridae. Loài này được Heller miêu tả khoa học năm 1912.